# Terio Tamani
Terio Veilawa Tamani (6 de julho de 1994) é um jogador de rugby fijiano, que joga na posição de back.

## Carreira
Tamani é natural da vila de Ravitaki na ilha de Kadav. Ele joga nacionalmente pelo Suva na Skipper Cup. Ele fez sua estreia pela seleção nacional de rugby sevens de Fiji durante o Singapore Sevens Series em 2018. Na posição de halfback, sua estatura diminuta e jogo fluido atraiu comparações com Waisale Serevi.
Ele foi um dos doze convocados para compor a equipe nacional de Fiji nos Jogos Olímpicos de Verão de 2024.